# Walter Bagehot
Walter Bagehot (ejtsd: bedzsöt) (Langport, Somerset, Anglia, Brit Birodalom, 1826. február 3. – London, 1877. március 24.) angol politikai és társadalom-gazdaságtani író.

## Élete

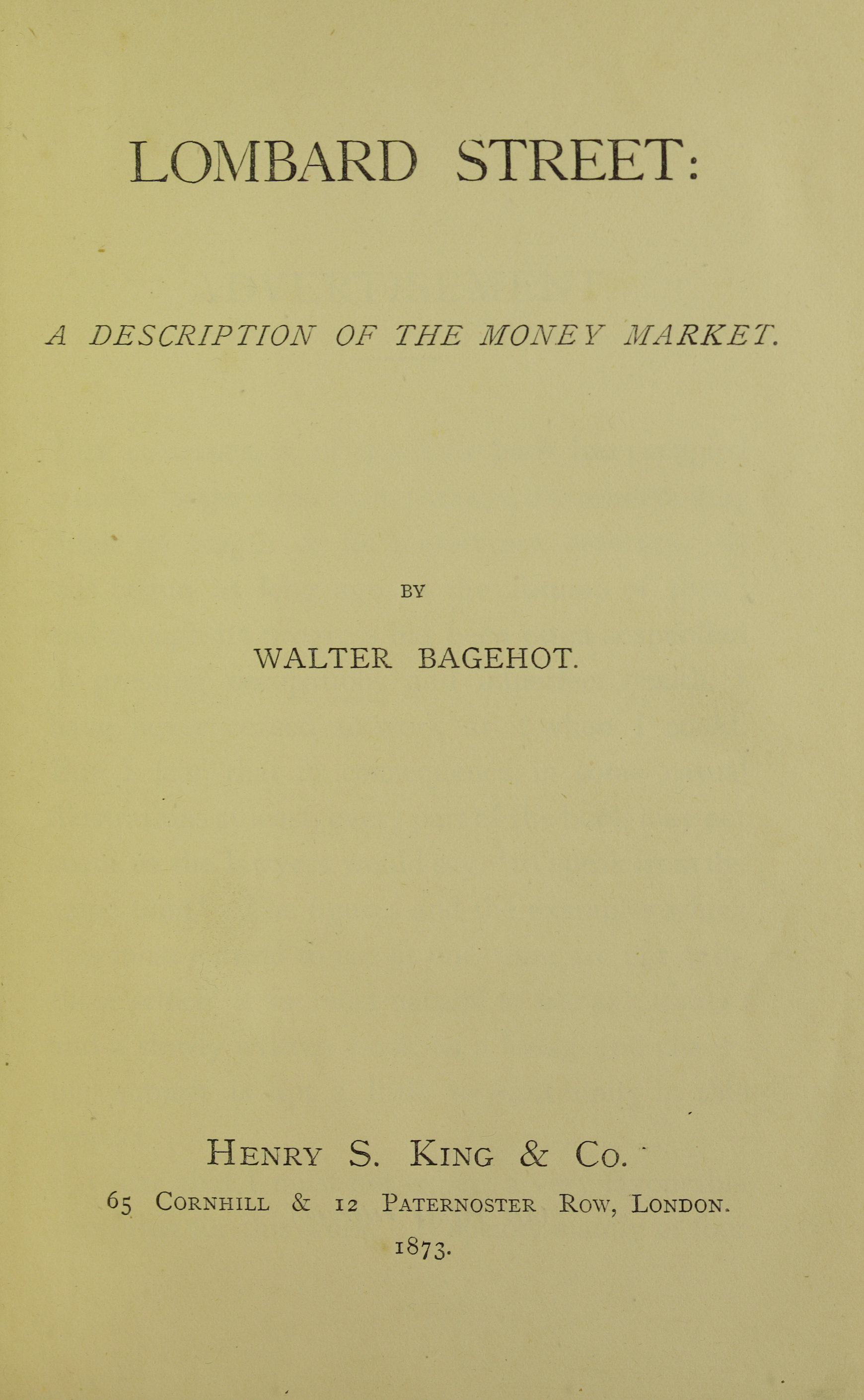
A Lombard Street első oldal (1873)

Életének nagy részét kis szülővárosában töltötte. Az itt működő somersetshire-i banknak apja távoztával alelnöke volt és így közvetetten tapasztalatból ismerte meg a pénzpiacot. 1869-ben apósától, James Wilsontól átvette a The Economist című nagytekintélyű szakfolyóirat szerkesztését, s annak haláláig vezetője volt. Bagehot mint politikai író és mint nemzetgazda egyaránt eredeti egyéniség. Erővel építi fel elméletet, melyre vágó merész állításait világossággal adja az olvasó elé, aki mindig nagy élvezetet talál azokban. Váratlanul töri keresztül az addigi teóriákat és állítja helyükbe a maga tanait, melyek mindig igen tetszetős alakban jelennek meg. Már az 1851-es francia államcsíny alkalmával írott levelei feltűnést keltettek, épp így érdekesek a Prospective Review-ban, majd a National Review-ban megjelent értekezései.
1868-ban adta ki The English Constitution című művét amelyben az angol alkotmányt teljesen új világításban mutatja be. Ezen alkotmány magvát Bagehot a törvényhozó és végrehajtó hatalomnak abban a szoros összeköttetésében látja, melyet a minisztérium közvetít. Méltányolja a felsőházat, különösen mint színpadi kelléket és erősen hangsúlyozza, hogy a képviselők kövessék pártvezéreiket. Franciaországi leveleiben már jelzett nézeteinek ad széles alapot: Physics and Politics című műve, amelyben az államoknak egymással való versenyére és harcára Darwin kiválasztási elméletet alkalmazza. Főtétele az, hogy (egy bizonyos határig) egységes szokás, meggyőződés hasson át egy nemzetet, s a rossz szokás is, mely a nép minden rétegét áthatja, jobb mint az olyan jó szokás, mely csak egyes körökben elszórtan él. Bagehot nemzetgazdasági nézeteit említett cikkein kívül, Lombard Street (1873., 8. kiadása 1882.), Depreciation of Silver és Economic Studies (1880) című munkáiban fejtette ki. Ezek közül a Lombard Street, mely az angol pénzpiacot igen érdekesen ismerteti, közkézen forgott. E munkáját magyar nyelvre is lefordította Berbát István (Budapest, 1882).
Bagehot, bar maga is Ricardo tanítványának vallja magát (»the last man of the ante-Mill period«), erősen hangsúlyozza, hogy a Ricardótól felállított elvont törvényeknek csak relatív érvényük van, mert csupán a modern angol társadalom gazdasági törvényei azok, s nem más koroké és idegen országoké, amelyek szabályainak fölismerésére Bagehot szerint a történeti iskola van hivatva. Halála után jelentek meg többek közt Literary Studies és Essays on parlamentary reform című művei.

## Magyarul
- Lombard-street, az angol pénzpiac leírása; ford. Bernát István; Weiszmann Ny., Bp., 1882